# Steve Michalek
Stephen "Steve" Michalek, född 6 augusti 1993 i Hartford, Connecticut, är en amerikansk före detta professionell ishockeymålvakt.
Han har bl.a. spelat för EC Salzburg (EBEL) och Iowa Wild (AHL) under sin karriär.